# Mozart: Hegedűverseny No. 6
Wolfgang Amadeus Mozart állítólagos műve a 6., Esz-dúr hegedűverseny, K. 268.

## Első kiadás
A mű először André gondozásában jelent meg Offenbachban, 1799-ben. Később, még azon év októberében, megjelent egy cikk az Allgemeine Musikalische Zeitungban, amely igen elutasítóan írt a műről, amely „a legnagyobb zeneszerzői baklövéseket tartalmazza”. André nem válaszolt ezekre az állításokra. Ugyanabban az újságban F. A. Ernst 1800 januárjában megvédte a művet, azt állítva, hogy Mozart szerezte „néhány 15 évvel ezelőtt”. Ernst bizonyítékként a zeneszerző és hegedűs Johann Friedrich Ecket idézte, aki azt mondta neki, hogy ő neki maga Mozart mutatta a kottáját és maga el is játszotta neki. Ezek után Constanze Weber is írt egy levelet Andrének, hogy nem tudhatjuk, hogy Eck melyik versenyműre célzott, tehát nem kommentálná az ügyet. Viszont azt javasolta, hogy nézzenek utána Mozart saját készítésű műjegyzékében. André többet nem válaszolt.

## Életrajzok
Nem tudjuk, hogy André honnan szerezte ezt a versenyművet. Georg Nikolaus von Nissen Constanze segítségével készült 1828-as életrajzában nem tesz említést a műről, csak az öt autentikus versenyművet sorolja fel; Jahn első, 1859-es biográfiájában sem említi a művet.

## K1
A Ludwig von Köchel szerkesztésében megjelent első Köchel-jegyzékben (1864) a művet 1776-ra datálják (a K. 268-as szám ellenére). Az 1867-es Jahn biográfiába ezért már szerepel a mű.

## Breitkopf összkiadás
Az 1882-es Breitkopf & Härtel Mozart-összkiadásban ugyan szerepelt, de a 24-es szériában (a még nem hitelesített, befejezetlen ill. az újonnan előkerült kompozíciók között). Szerkesztője, Ernst Rudorff, a következő kommentárt fűzte a műhöz „a mű ebben a formájában nem lehet Mozart műve”. Egy csomó példával alá is támasztotta. Ennek ellenére azon az állásponton volt, hogy a mű tartalmaz mozarti elemeket. Ő volt az első, aki azzal az elmélettel állt elő, hogy Mozart skicceket hagyott hátra az első és az utolsó tételhez. Később azt is megjegyezte, hogy talán Franz Xavier Süßmayr vagy maga André a befejező.

## St. Foix állítása
1922-ben Georg St. Foix azzal az ötlettel állt elő, hogy a nyitó zenekari tuttit és a hegedűszólamot Mozart írta, és a mű stilisztikus alapjai miatt 1784 vagy 1785 tűnik valószínűnek, ami Ernst Eckről szóló állításával egyezik.

## Oldman véleménye
1931-ben C. B. Oldman is írt egy cikket a K268-ról alkotott véleményét illetően. Azt nagyon korrektül megállapította, hogy Mozart nem tartózkodott Münchenben 1781 és 1790 között. Tehát az 1785 nem lehet egy pontos dárum, hacsak Ernst nem Bécsre gondolt. Más, korábbi Mozart művekkel összehasonlítva (különösen a Sinfonia Concertante hegedűre, brácsára és zenekarra, K364 művel) Oldman szerint a concerto Salzburgban vagy Münchenben keletkezett 1779 és 1781 között, talán hogy egy hatodikat komponáljon az addigi 5 hegedűversenye mellé. Ezt a versenyművet magával vihette Münchenbe, ahol Ecknek megmutathatta, aki a versenyművet később emlékezetből másolta le.

## K3
Alfred Einstein a Köchel-jegyzék harmadik revíziójában a K365b jelölést passzintotta a műhöz, az Oldman-elmélet reflektálásával. Állítása szerint Mozart csak „az első tétel skiccét, ill. a rondó nyitó ütemeit” írta, a középső tételt csak „egy durva hamisítványnak” nevezte.

## Friedrich Blume – aki kiállt a versenymű mellett
Friedrich Blume 1956-ban teljes mellszélességgel kiállt a versenymű mellett, 1777-1783 közé datálva. Ő azt állította, hogy „ez egy olyan mű, ahol Mozart nem haladt végig a komponálás összes lépcsőfokán”, csak a szólót, a ritornelleket ill. egy két passzázst írt meg. A munka maradék része befejezetlenül maradt. André vagy valaki más pedig befejezte a kompozíciót, hogy ki lehessen adni.

## K6
Az 1964-es Köchel 6, a korábbi tanulmányokat idézve átmozgatta a művet az Anhang C szekcióba (Kétséges vagy nem Mozart szerzeményű művek) Anh. C14.04. jelzéssel.

## Walter Lebermann állítása
1978-ban Walter Lebermann írt a műről. A művet összehasonlította Eck és más párizsi hegedűiskolán nevelkedett szerző művével, és konklúzióként levonta, hogy nem Eck fejezte be, de ő volt a lehetséges szerző. Arra a következtetésre is jutott, hogy a mű 1790 előtt nem keletkezhetett.

## Legfrissebb
1988-ban H. C. R. Landon azt állíotta, hogy szerinte a furcsa versenymű nem keletkezhetett 1783 előtt. Egy futamot idézett Joseph Haydn hetvenhetedik szimfóniájából, amelyből szerinte Mozart az inspirációt merítette a koncert fináléjához. Landon befejezőnek konkrét szerzőt nem nevez meg, csak annyit, hogy valószínűleg délnémet (talán müncheni) 1785-1798-as periódusból. Ő kizárja Mozart szerzőségét.

## Külső hivatkozások
- K268 Violin Concerto in Eb – Dennis Pajot írása Mozart Forumon